# Waiting for the End
«Waiting for the End» es una canción de la banda estadounidense de rock Linkin Park, grabada para su cuarto álbum de estudio, A Thousand Suns (2010). Fue compuesta por todos los miembros del grupo y su producción estuvo a cargo de Mike Shinoda y Rick Rubin. Asimismo, la escritura fue un trabajo colaborativo entre Bennington y Shinoda. Warner Bros. Records lanzó la pista en octubre de 2010 como el segundo sencillo de A Thousand Suns.
La canción integra una gran variedad de géneros, que van desde el rock alternativo, trip hop y reggae rock. El proceso de composición comenzó con un ritmo de batería que Shinoda creó en su portátil, y desde un principio, sabía que tenía potencial para ser una pista «genial». El músico explicó que tuvo problemas al desarrollarla y que le «intimidaba sumergirse» en ella porque «no quería arruinarla». Bennington dijo que a diferencia de otras canciones del disco, «Waiting for the End» es «motivadora desde el principio».
La canción tuvo una buena recepción crítica por parte de los medios especializados. Alex Young de Consequence dijo que es una canción «verdaderamente inspiradora». Otros comentaron que «sincroniza las ambiciones y fortalezas» de la banda. Asimismo, Nelson de Spin destacó la actuación vocal de Bennington, diciendo que podría ser «la mejor de su carrera». La canción también tuvo un éxito comercial moderado y fue la canción más exitosa de A Thousand Suns. Alcanzó el puesto 42 en la lista Billboard Hot 100, el número uno en Alternative Airplay, donde se mantuvo por 4 semanas, y en 2017 la Recording Industry Association of America (RIAA) lo certificó con un disco de platino. 
El video musical, dirigido por Joe Hahn, se rodó en los Third Encode Studios (Los Ángeles, California) y se lanzó el 9 de octubre en YouTube. Al considerar la pieza visual para la canción, Hahn dijo que intentó «aplastar» al grupo «digitalmente». El video recibió la nominación en las categoría a «mejores efectos especiales» en los MTV Video Music Awards de 2011, pero perdió contra E.T. de Katy Perry con Kanye West. «Waiting for the End» apareció en el «Linkin Park Track Pack» como contenido descargable para el videojuego de ritmo Guitar Hero: Warriors of Rock y también se incluyó como una de las seis canciones de Linkin Park en un paquete para Rock Band 3.

## Antecedentes y grabación
Linkin Park mostró interés en publicar música con mayor frecuencia después del lanzamiento de Minutes to Midnight (2007), que supuso una brecha de cuatro años respecto a Meteora (2003). El multinstrumentista y vocalista Mike Shinoda explicó que querían «comenzar una fase» en la que pudieran lanzar música más seguido y no esperar tantos años entre cada álbum. De esta manera, el grupo estrenó el sencillo «New Divide», grabado específicamente para la película Transformers: la venganza de los caídos, la pista «Not Alone», incluida en el álbum recopilatorio Download to Donate para ayudar a las víctimas del terremoto de Haití de 2010, y el álbum de maquetas LP Underground 9: Demos. En 2008, mientras estaban de gira promocionando Minutes to Midnight, iniciaron el proceso de escritura para su siguiente álbum de estudio. Durante el tour, la banda grabó demos en Europa y Estados Unidos, precisamente en Berlín, Praga y New York. Posteriormente, analizaron el material junto al productor Rick Rubin y entraron a los NRG Recording Studios (Los Ángeles, California) donde grabaron «Waiting for the End» y todo A Thousand Suns. La producción de la canción estuvo a cargo del propio Shinoda y Rick Rubin. Vlado Meller realizó su masterización en el Universal Mastering Studios con la asistencia de Mark Santangelo y Neal Avron la mezcló en el Paramount Recording Studios con la ayuda de Nicolas Fournier.

## Composición
«Waiting for the End» es la octava canción de A Thousand Suns, le precede el interludio «Jornada del Muerto» y antecede a «Blackout». La pista tiene una duración de tres minutos y cincuenta segundos y abarca una gran cantidad de géneros como el rock alternativo, rap rock, art rock, reggae rock, trip hop, pop rock y space rock. Sigue un compás de 4/4, está compuesta en la tonalidad de mi mayor y tiene un tempo moderado de 90 pulsaciones por minuto. «Waiting for the End» comenzó con un ritmo de batería que Shinoda creó en su computadora portátil y un rap que escribió y «realmente» le gustó. Aunque en un principio le pareció una pista aburrida, también creyó que era «buena» y que tenía el potencial de ser «genial». Shinoda explicó que tuvo que problemas en desarrollarla y que le «intimidaba sumergirse» en ella porque «no quería arruinarla». El músico sintió que la estaba llevando a un «lugar que sabía que era especial, pero no podía descifrar a donde».  Por este motivo, esperó a que «apareciera algo» que la impulsara para así poder continuarla. La escritura fue un trabajo colaborativo entre Chester Bennington y Shinoda. Un día en el que se encontraban en el estudio de grabación, mientras ambos compositores trataban de pensar en palabras para cantar sobre ella, Bennington le mostró ideas vocales que había grabado en su teléfono mientras estaba en el auto y en su casa. Shinoda dijo al respecto:

«Muchas veces él me traía cosas y me decía, ya sabes, "¿Qué piensas de esto? ¿Qué piensas de esto?" Y realmente estaba esperando a que yo dijera "Oh, sí, esa es la buena, eso es realmente bueno". Y muchas veces era yo quien le llevaba cosas, le decía "Eso es genial", ya sabes. "Cántalo". Y de vez en cuando él traía algo que era realmente genial. [En esta ocasión] yo estaba tocando el ritmo y él dijo "Oh, hombre, tengo esta cosa que grabé el otro día". Sacó su teléfono y estaba pasando por pequeñas cosas que había grabado. Y en el momento en que presionó reproducir, yo dije "¡Oh, wow! ¡Esa es la canción!" Como "¡Eso es lo que falta en esta canción!" [...] Ni siquiera era necesariamente la forma en que lo cantó. Era la idea. Era tan pura y tan genial».

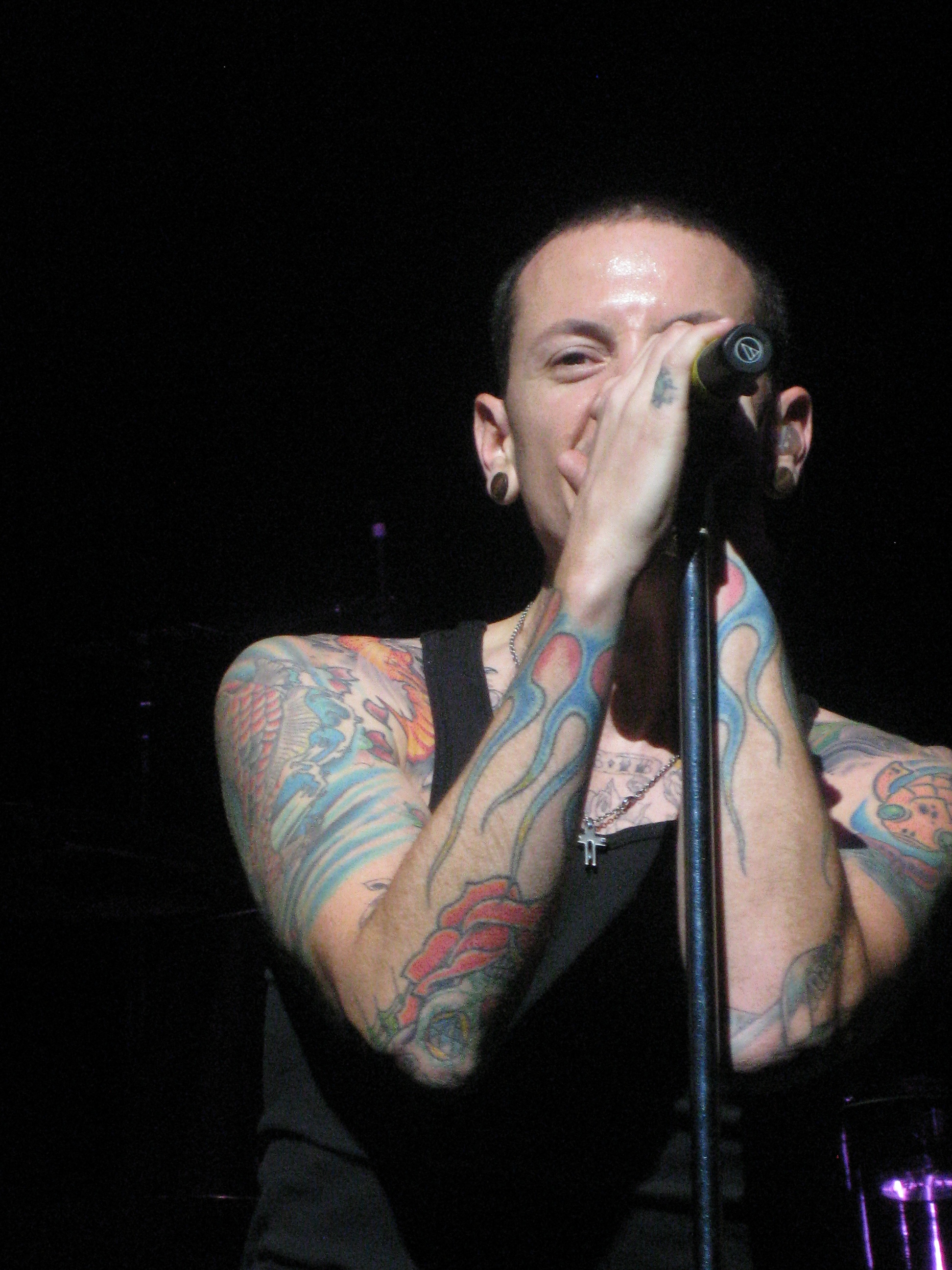
La letra surgió de ideas vocales que Chester Bennigton (forografiado en 2010) grabó en su teléfono mientras estaba en su auto y casa.

Bennigton cantó la frase que da inicio al primer verso: Waiting for the end to come («Esperando a que llegue el fin»). A ambos les gustó como sonaba sobre la música, por lo que «la pusieron en su lugar» y desarrollaron el resto de la canción a su alrededor. A pesar de las dificultades a la hora de componerla, Shinoda consideró que fue una cuestión de paciencia y esperar a «que las piezas adecuadas se unieran». Asimismo, el proceso le pareció «una experiencia única». Bennington dijo que a diferencia de otras canciones de A Thousand Suns, «Waiting for the End» era una canción «motivadora» y con un mensaje «muy intenso». También comentó que el verso Holding on to what I haven't got («Me aferro a lo que no tengo»), era uno con el que todos podían «relacionarse», él explicó: «La gente tiene esta idea de lo que quieren que sea su vida y se esfuerzan por lograr esa idea tanto como sea posible». En cuanto a su estribillo, mencionó que era «muy vulnerable, muy real, muy humano». Para Shinoda es una de las canciones que destaca en el álbum porque los seguidores de la banda «no habían escuchado una canción que mezcle ese tipo de emociones y letras». También la describió como una canción «muy tridimensional»: «Un minuto es estruendosamente fuerte, y al siguiente es súper oscuro y tranquilo, tiene una extraña mezcla de esperanza y miedo. Se convirtió en ese tipo de canción debido a la experiencia de escritura insana que tuvimos».

## Lanzamiento y usos
El grupo comenzó a debatir la elección del primer sencillo de A Thousand Suns poco antes de finalizar la grabación del disco. Shinoda planteó «Waiting for the End» como una de las opciones, no obstante, optaron por «The Catalyst» porque sentían que era quien mejor representaba la dirección del álbum y el cambio de sonido del grupo. Los integrantes sabían que «Waiting for the End» tenía potencial para ser una canción más exitosa, pero decidieron primero lanzar algo llamativo y luego así publicarla como segundo sencillo. La pista la estrenaron por primera vez en su página de MySpace el 8 de septiembre de 2010, días previos al lanzamiento de A Thousand Suns. Finalmente, y tal como habían acordado con la discográfica, Warner Bros. Records la publicó como segundo sencillo oficial en octubre de 2010. El lanzamiento contó con ediciones en CD y formato digital. En estas se llegó a incluir la pista original y su versión instrumental, a capela y sin el rap de Mike Shinoda. Una de estas ediciones contó con una remezcla realizada por el grupo de música electrónica The Glitch Mob. Warner Bros. Records también comisionó un remix a los DJ Lynnwood y Dave Dresden, pero el proyecto no vio la luz. Aun así, Dresden la estrenó en SoundCloud en junio de 2011. Poco después de la publicación del sencillo, «Waiting for the End» apareció en el «Linkin Park Track Pack» como contenido descargable para el videojuego de ritmo y música Guitar Hero: Warriors of Rock (2010). Además, formó parte del paquete descargable «Linkin Park Pack 01» para Rock Band 3 (2010).

## Recepción

### Comentarios de la crítica

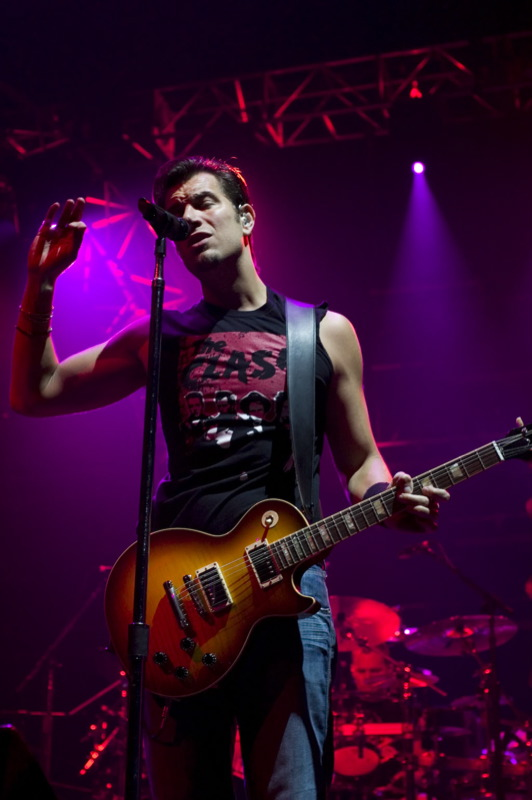
Varios críticos compararon la canción con la banda 311 (en la imagen, Nick Hexum, vocalista del grupo).

«Waiting for the End» recibió buenos comentarios por parte de los críticos musicales. George Lang de The Oklahoman dijo que en esta canción es donde el grupo «sincroniza sus ambiciones y fortalezas», además, donde la banda encuentra su «pie melódico y toca a pleno poder». Alex Young de Consequence dijo que es una canción «verdaderamente inspiradora». Scott Kara de Nzherald mencionó que la pista es una «extraña mezcla» que integra «dancehall, balada épica y riffs distorsionados», y que «de alguna manera funciona». Chad Childers de Loudwire mencionó que tiene un «ritmo bailable que la diferencia», además, que la «combinación de los tambores de Rob Bourdon y los samples de Joe Hahn realmente le dan a la pista ese sonido singular». El crítico continuó: «Agrega el rap rasta de Shinoda con la entrega más melódica de Bennington y tienes los elementos de algo especial». El personal de Billboard dijo que con «Waiting for the End» logran «ofrece una visión escalofriante de la realidad» y que la «caótica línea de guitarra» y el «piano» proporcionan un tono esperanzador antes de sumergirte «hacia un instrumental inquietante». El sitio concluyó que la pista ofrece la grandeza de «Numb» y «Faint», pero que el marco polirrítmico del productor Rick Rubin y las «líricas moralistas» la hacen diferenciarse de previas canciones de la banda.
Brett Bodner de Chorus.fm dijo que pertenece «fácilmente» a las diez mejores canciones de Linkin Park y que tiene «una atmósfera especial, donde sabes que estás escuchando algo único». También comentó que «se siente grande», y que teniendo en cuenta el suicidio de Bennington, es inquietante cuando canta Waiting for the end to come, Wishing I had strength to stand, This is not what I had planned, It’s out of my control (Esperando a que llegue el fin, deseando haber tenido la fuerza para mantenerme en pie, esto no es lo que planee, esta fuera de mi control). Brad Nelson de la revista Spin destacó la actuación vocal de Benninton, diciendo que podría ser la mejor de su carrera. Nelson comentó que «la nota que alcanza al final del coro es exquisita, y todo el ruido estruendoso y caótico que la rodea le da a su voz el aspecto de ser un faro de luz que penetra una compleja oscuridad». Tras la muerte de Bennington, Andrew Unterberger de Billboard dijo que a pesar de parecer una anomalía en la discografía del grupo, es una «consolidación inusual» de sus fortalezas infravaloradas. Unterberger la comparó con la música de Coldplay y el grupo de rock 311. Por su parte, The New Fury también dijo que «sonaba similar» a la música de 311 y que era «alegre y optimista». James Hickie de Kerrang! comentó que el ritmo le recordó a «99 Problems» de Jay-Z. Amy Sciarretto de ARTISTdirect destacó las letras y mencionó que era una pista melancólica» que mostraba «el lado más sensible del grupo». Pablo Porcar de Binaural la destacó en el disco A Thousand Suns, y declaró que era «incapaz» de encontrar un tema que sea capaz de hacerle sombra. También dijo que es todo un «ejemplo de como se puede integrar la magia vocal de Chester Bennington y la potencia lírica de Mike Shinoda». Michael Escoto de Phoenix New Times comentó que «muestra claramente el sonido en evolución de la banda» y que desde un principio se nota que no es la misma banda que popularizó el nu metal en la década de los 2000s.

### Rendimiento comercial
| «Nos tomó dos años hacer ese disco, y todo ese proceso nos llevó realmente a digerir la nueva música, por lo que sabíamos que iba a llevar tiempo a la gente realmente dejarla asentarse. "Waiting for the End" es un ejemplo perfecto de eso [...] le llevó un tiempo elevarse en las listas, llegó al primer puesto en las listas de música alternativa, y luego retrocedió un poco, para luego volver».—Bennington sobre su recepción comercial en los Estados Unidos. |

«Waiting for the End» es el sencillo más exitoso de A Thousand Suns. En la edición del 2 de octubre de 2010 ingresó en la lista Billboard Hot 100 en el puesto 96. Luego de cuatro meses, alcanzó su punto máximo en el puesto 42. Junto a «What I've Done» y «Burn It Down» es la canción que más semanas ha estado en el conteo, con 23. El 25 de septiembre de 2011 ingresó el conteo radial Alternative Airplay. El 8 de enero de 2011 alcanzó la primera posición, donde se mantuvo por tres semanas. Posteriormente la remplazó «Tigthen Up» de The Black Keys, y el 5 de febrero escaló nuevamente a la cima. La canción permaneció 35 semanas en el conteo. En la lista Rock Songs logró el segundo puesto, también detrás de «Tigthen Up» de The Black Keys. La pista, a diferencia de «The Catalyst», entró en listas de música pop del país. En el Adult Top 40 alcanzó el puesto 11 en abril de 2011, la segunda mejor posición del grupo en la lista, y en el Mainstream Top 40 llegó al puesto 21. Finalmente, en las listas de fin de año de 2011 estuvo en los puestos 10 y 45 en los conteos Adult Top 40 y Rock Songs, respectivamente. En 2019 apareció en el puesto 48 de las canciones con mejor éxito de la década en la lista Rock & Alternative Songs. El 7 de abril de 2011 la Recording Industry Association of America (RIAA) lo certificó con un disco de oro por vender 500 000 copias, y seis años más tarde, obtuvo el disco de platino. En Canadá logró el puesto 55 en la principal lista de sencillos del país. Por otra parte, en Europa logró un peor rendimiento comercial. En Alemania alcanzó el puesto 29, en Austria el 37 y en Suiza el 58. En Escocia y el Reino Unido alcanzó los puestos 83 y 90, respectivamente.

## Vídeo musical
El videoclip de «Waiting for the End» se rodó en los Third Encore Studios en septiembre de 2010. El video lo dirigió Joe Hahn y contó con la colaboración de la empresa de efectos visuales Ghost Town Media, donde estuvieron involucrados los diseñadores Brandon Parvini, Jeff Lichtfuss, David Torno, Gabriel Perez y Tae Lee. Conceptualmente, Hahn dijo que su intención era «aplastar digitalmente» a la banda hasta el punto en el que pudieras sentir el alma de la música mediante la «esencia» del grupo. Hahn explicó: «Nos convertimos en los fantasmas en la máquina [y] algunos pueden decir que debido a la tecnología perdemos el sentido de quiénes somos. Contrarresto esto ilustrando que podemos acercarnos más a quiénes somos si filtramos el ruido». El director dijo que uno podía pasar por alto el concepto abstracto del video para poder disfrutar de las «bonitas imágenes» que muestra.
El proceso de posproducción tuvo una duración de dos semanas, donde el equipo de efectos visuales utilizó distintos programas, como el software de seguimiento de objetos en 3D SynthEyes, Cinema 4D y complementos de grafismo en movimiento y sistemas de partículas para el programa Adobe Affter Effects, como Trapcode Form y Trapcode Particular. El equipo empleó Trapcode Form para crear una apariencia visual basada en gráficos que previamente habían creado para la gira de A Thousand Suns. Los diseñadores crearon un efecto en capas, donde la primera mostraba las partículas principales y las demás resaltaban partículas flotantes. Estos efectos se basaron en los valores de luminancia del metraje y en la respuesta del audio a la canción. Posteriormente aplicaron correcciones de color y agregaron un plano de profundidad focal para dar más profundidad a las partículas. Después de completar el proceso, los diseñadores revisaron el video, y comenzaron a seleccionar tomas débiles que no funcionaban y que necesitaban más impacto, además de encontrar lugares para aplicar mejoras 3D y formas y líneas geométricas que había ordenado Hahn. El equipo uso el software SynthEyes para rastrear objetos 3D y adjuntarlos a los miembros de la banda, como polígonos volando de la espalda de Shinoda y secciones de cráneo moviéndose con la cabeza de Bennignton. Luego de las etapas de diseño, seguimiento y procesamiento, emplearon el complemento Trapcode Particular para agregar una nube de partículas sutil a cada toma. Ciertas tomas controladas, como los brazos de Bennignton pelándose y la última toma de su rostro desintegrándose, combinaron técnicas para lograr un movimiento fluido.
El video se estrenó el viernes 8 de octubre de 2010 en MTV y al día siguiente en YouTube. Días antes, MTV hizo disponible un adelanto de 30 segundos en su sitio web. Tamar Anitai, de este mismo medio, mencionó que mostraba a la banda en «otra dimensión», sumergidos en lo que parecían «estructuras atómicas o constelaciones». William Goodman de la revista Spin dijo que el video muestra «a los seis integrantes aparentemente atrapados dentro de una computadora, donde sus rostros se estiran y compactan, y sus cuerpos se disuelven en rejillas pixeladas, como si alguien estuviera sacudiendo un Etch-A-Sketch informatizado». Para Goodman, es una imagen adecuada para los sonidos electrónicos y chisporroteantes de la canción y comentó que parecía influenciado por el video de «House of Cards» de Radiohead. Amy Sciarretto de ARTISTdirect lo describió como un video artístico y distorsionado que no decepcionaba. Por su parte, Emma Gaedeke de Billboard expresó que era «alucinante» y que los rostros y cuerpos de los miembros envueltos en constelaciones mostraban a la banda atrapada en un sistema solar oscuro y retorcido.

## Presentaciones en vivo

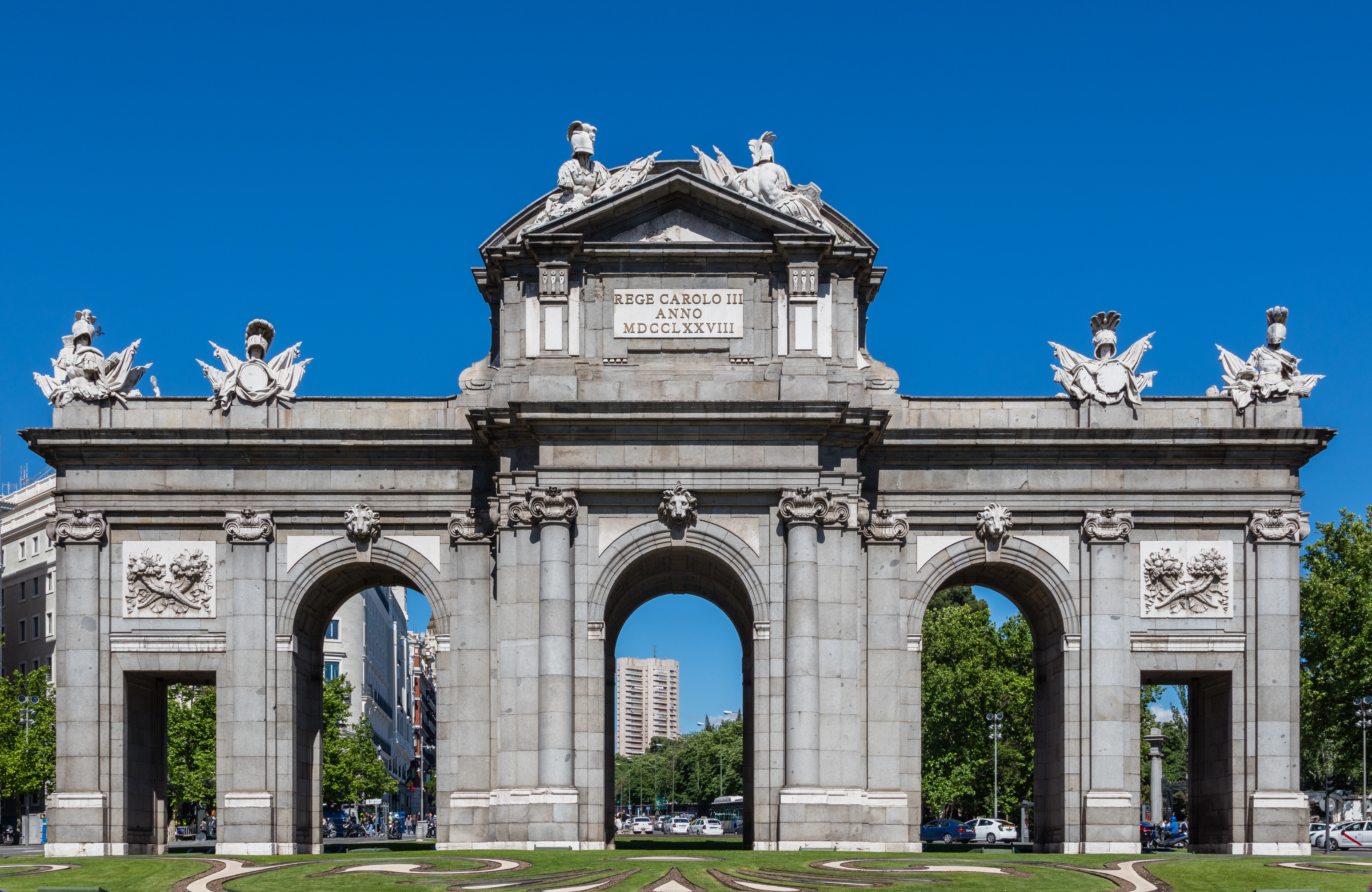
La primera presentación televisada de «Waiting for the End» se dio en la Puerta de Alcalá, en España.

Linkin Park interpretó la canción por primera vez el 7 de septiembre de 2010 en el evento KROQ's Kevin and Bean Breakfast Show, que se llevó a cabo en el stage 21 de Paramount Studios, en Hollywood, California. En este concierto el grupo tocó por primera vez «Waiting for the End», «The Catalyst», «Iridescent» y además los sencillos «What I've Done» y «Numb». En agosto, un comunicado de prensa de Best Buy anunció que el grupo iba a inaugurar el Best Buy Theater (Nueva York), que hasta ese momento llevaba el nombre Nokia Theatre Times Square. El espectáculo fue una presentación especial por el lanzamiento de A Thousand Suns, donde tocaron todo el álbum, incluida «Waiting for The End». El 11 de noviembre de 2010, y con motivo de los MTV Europe Music Awards, Linkin Park participó de un concierto gratis en la Puerta de Alcalá, en España, donde la canción formó parte del repertorio. El 5 de febrero de 2011 la banda se presentó en el programa de medianoche Satuday Night Live, esa noche presentado por el actor y comediante Dana Carvey. La primera canción que interpretaron fue «Waiting for the End» y luego «When They Come For Me». En la presentación el grupo integró los efectos visuales hechos en su videoclip. Respecto a la actuación, James Montgomery de MTV destacó el trabajo de grupo para montar un buen espectáculo. El sencillo integró la lista de canciones interpretadas en el A Thousand Suns World Tour, que se extendió desde octubre de 2010 hasta septiembre de 2011. A «Waiting for The End» también la incluyeron en el repertorio de las giras Honda Civic Tour de 2012, Living Things World Tour (2012-2013) y One More Light World Tour (2017). La última presentación de la canción junto a Bennington ocurrió el 6 de julio de 2017. El concierto, que tomó lugar en el Barclaycard Arena, en Birmingham, Inglaterra, contó con una introducción de rap perteneciente a la canción «Remember the Name», de Fort Minor.  Linkin Park presentó la canción por última vez el 27 de octubre de 2017 en un concierto en homenaje a Chester Bennington en el Hollywood Bowl. La banda toco una versión cantada por Sydney Sierota, vocalista del grupo de indie pop Echosmith.

## Lista de canciones y versiones
| CD  |                       |          |  |
| N.º | Título                | Duración |  |
| 1.  | «Waiting for the End» | 3:52     |  |

| CD  |                               |          |  |
| N.º | Título                        | Duración |  |
| 1.  | «Waiting for the End» (clean) |          |  |

| CD  |                                         |          |  |
| N.º | Título                                  | Duración |  |
| 1.  | «Waiting for the End» (versión sin rap) | 3:17     |  |

| CD  |                                                 |          |  |
| N.º | Título                                          | Duración |  |
| 1.  | «Waiting for the End»                           | 3:51     |  |
| 2.  | «Waiting for the End» (remix de The Glitch Mob) | 4:54     |  |

| CD  |                                                                       |          |  |
| N.º | Título                                                                | Duración |  |
| 1.  | «Waiting for the End»                                                 | 3:51     |  |
| 2.  | «The Catalyst ("Guitarmagedon")» (remix de Does It Offend You, Yeah?) | 3:06     |  |

| CD  |                                           |          |  |
| N.º | Título                                    | Duración |  |
| 1.  | «Waiting for the End» (versión del álbum) |          |  |
| 2.  | «Waiting for the End» (instrumental)      |          |  |
| 3.  | «Waiting for the End» (a capela)          |          |  |
| 4.  | «Waiting for the End» (pista de TV)       |          |  |

## Posicionamiento en listas
| País (Lista 2010-2011)                      | Mejor posición |
| ------------------------------------------- | -------------- |
| Alemania (German Singles Chart)             | 29             |
| Austria (Ö3 Austria Top 40)                 | 34             |
| Bélgica - Flandes (Ultratip Bubbling Under) | 20             |
| Canadá (Canadian Hot 100)                   | 55             |
| Canadá (Hot AC)                             | 20             |
| Canadá (Rock)                               | 20             |
| Escocia (Scottish Singles Chart)            | 83             |
| Estados Unidos (Adult Top 40)               | 11             |
| Estados Unidos (Alternative Songs)          | 1              |
| Estados Unidos (Billboard Hot 100)          | 42             |
| Estados Unidos (Digital Songs)              | 45             |
| Estados Unidos (Mainstream Top 40)          | 21             |
| Estados Unidos (Mainstream Rock Tracks)     | 37             |
| Estados Unidos (Rock Songs)                 | 2              |
| Portugal (AFP)                              | 26             |
| Reino Unido (UK Rock & Metal)               | 3              |
| Reino Unido (UK Singles Chart)              | 90             |
| Suiza (Schweizer Hitparade)                 | 58             |

| País (Lista 2011)             | Mejor posición |
| ----------------------------- | -------------- |
| Estados Unidos (Adult Top 40) | 45             |
| Estados Unidos (Rock Songs)   | 10             |

| País (Lista 2010-2019)                    | Mejor posición |
| ----------------------------------------- | -------------- |
| Estados Unidos (Rock & Alternative Songs) | 48             |

### Certificaciones
| País           | Organismo certificador | Certificación | Ventas certificadas | Ref.   |
| -------------- | ---------------------- | ------------- | ------------------- | ------ |
| Estados Unidos | RIAA                   | Platino       | 1 000 000           | [ 58 ] |

## Premios y nominaciones
«Waiting for the End» recibió tres nominaciones en tres ceremonias de premiación. A continuación, una lista con las candidaturas que obtuvo:
| Año  | Ceremonia de premiación | Categoría                  | Resultado | Ref.    |
| ---- | ----------------------- | -------------------------- | --------- | ------- |
| 2011 | Billboard Music Awards  | Mejor canción alternativa  | Nominado  | [ 105 ] |
| 2011 | MTV Video Music Awards  | Mejores efectos especiales | Nominado  | [ 106 ] |
| 2011 | Teen Choice Awards      | Mejores canción de rock    | Nominado  | [ 107 ] |

## Créditos y personal
Créditos adaptados del libreto de «Waiting for the End» y A Thousand Suns.
Linkin Park: 
- Chester Bennington: voz y letra.
- Rob Bourdon: batería y coros.
- Brad Delson: guitarra y coros.
- Dave Farrell: bajo y coros.
- Joe Hahn: scratching y coros.
- Mike Shinoda: producción, ingeniero de audio y letra.

Personal:
- Vlado Meller: masterización (en Universal Mastering Studios, Los Ángeles, California).
- Mark Santangelo: asistente de masterización.
- Neal Avron: mezcla (en Paramount Recording Studios, Los Ángeles, California).
- Nicolas Fournier: asistente de mezcla.
- Rick Rubin: producción.
- Ghost Town Media: artwork.

### Video
- «9.14.20 - A Thousand Suns style track to celebrate ATS anniversary». YouTube (en inglés). 14 de septiembre de 2020. Consultado el 19 de mayo de 2023.

- «HD - Mike Shinoda - Waiting for the End + Where'd You Go (live TZ7) @ Arena Wien, Vienna 2018». YouTube (en inglés). 2018. Consultado el 19 de mayo de 2023.

- «Meeting of a Thousand Suns (A Thousand Suns DVD) - Linkin Park». YouTube (en inglés). 2010. Consultado el 3 de junio de 2023.

- Mike Shinoda (2020). «Working off some freestyle drums by Dan Mayo». YouTube. Consultado el 9 de febrero de 2023.